# Ablabesmyia longistyla
Ablabesmyia longistyla es una especie de insecto díptero. Fue descrito por primera vez en 1962 por Fittkau. 
Pertenece al género Ablabesmyia, familia Chironomidae.

## Distribución
Se distribuye por Europa y Asia.